# Rotsea
Rotsea är en by i civil parish Hutton Cranswick, i distriktet East Riding of Yorkshire, i grevskapet East Riding of Yorkshire, i England. Byn är belägen 12 km från Beverley. Rotsea var en civil parish 1866–1935 när blev den en del av Hutton Cranswick. Civil parish hade 29 invånare år 1931. Byn nämndes i Domedagsboken (Domesday Book) år 1086, och kallades då Rotesse.